# Mont-de-Vougney
Mont-de-Vougney ist eine französische Gemeinde mit 195 Einwohnern (Stand: 1. Januar 2022) im Département Doubs in der Region Bourgogne-Franche-Comté.

## Geographie
Mont-de-Vougney liegt auf 725 m, sieben Kilometer westlich von Maîche und etwa 31 Kilometer südlich der Stadt Montbéliard (Luftlinie). Das Dorf erstreckt sich im Jura, auf einem schmalen Sporn im Nordwesten des Hochplateaus von Maîche, über dem tief eingeschnittenen Tal des Dessoubre. Das Gemeindegebiet gehört zum Regionalen Naturpark Doubs-Horloger.
Die Fläche des 7,03 km² großen Gemeindegebiets umfasst einen Abschnitt des französischen Juras. Der Hauptteil des Gebietes wird von der leicht gewellten Hochfläche eingenommen, die durchschnittlich auf 750 m liegt. Sie ist überwiegend mit Wies- und Weideland bestanden. Das Plateau besitzt keine oberirdischen Fließgewässer, weil das Niederschlagswasser im verkarsteten Untergrund versickert. Gegen Südwesten, Westen und Norden fällt das Plateau steil zum rund 300 m tief eingeschnittenen Erosionstal des Dessoubre ab. Die Gemeindegrenze verläuft dabei teils oberhalb des von einem Felsband gekrönten Steilhangs, teils auf halber Höhe entlang dem Hang. Nach Südosten erstreckt sich das Gemeindeareal bis auf den Höhenrücken des Faux Verger, an dem mit 942 m die höchste Erhebung von Mont-de-Vougney erreicht wird.
Zu Mont-de-Vougney gehören neben dem eigentlichen Ort auch verschiedene Weiler und zahlreiche Einzelhöfe, darunter:
- La Chapelle-du-Mont-de-Vougney (775 m) auf einer Anhöhe auf dem Plateau von Vougney
- Le Friolais (780 m) auf dem Plateau am Nordfuß des Faux Verger

Nachbargemeinden von Mont-de-Vougney sind Orgeans-Blanchefontaine im Norden, Mancenans-Lizerne im Osten, Maîche und Saint-Julien-lès-Russey im Süden sowie Battenans-Varin im Westen.

## Geschichte
Im Mittelalter gehörte Mont-de-Vougney zum Herrschaftsgebiet von Saint-Julien. Zusammen mit der Franche-Comté gelangte das Dorf mit dem Frieden von Nimwegen 1678 an Frankreich. Zu einer Gebietsveränderung kam es im Jahr 1972, als das vorher selbständige Le Friolais nach Mont-de-Vougney eingemeindet wurde.

## Sehenswürdigkeiten
- Kirche Saint-André aus dem 17. Jahrhundert

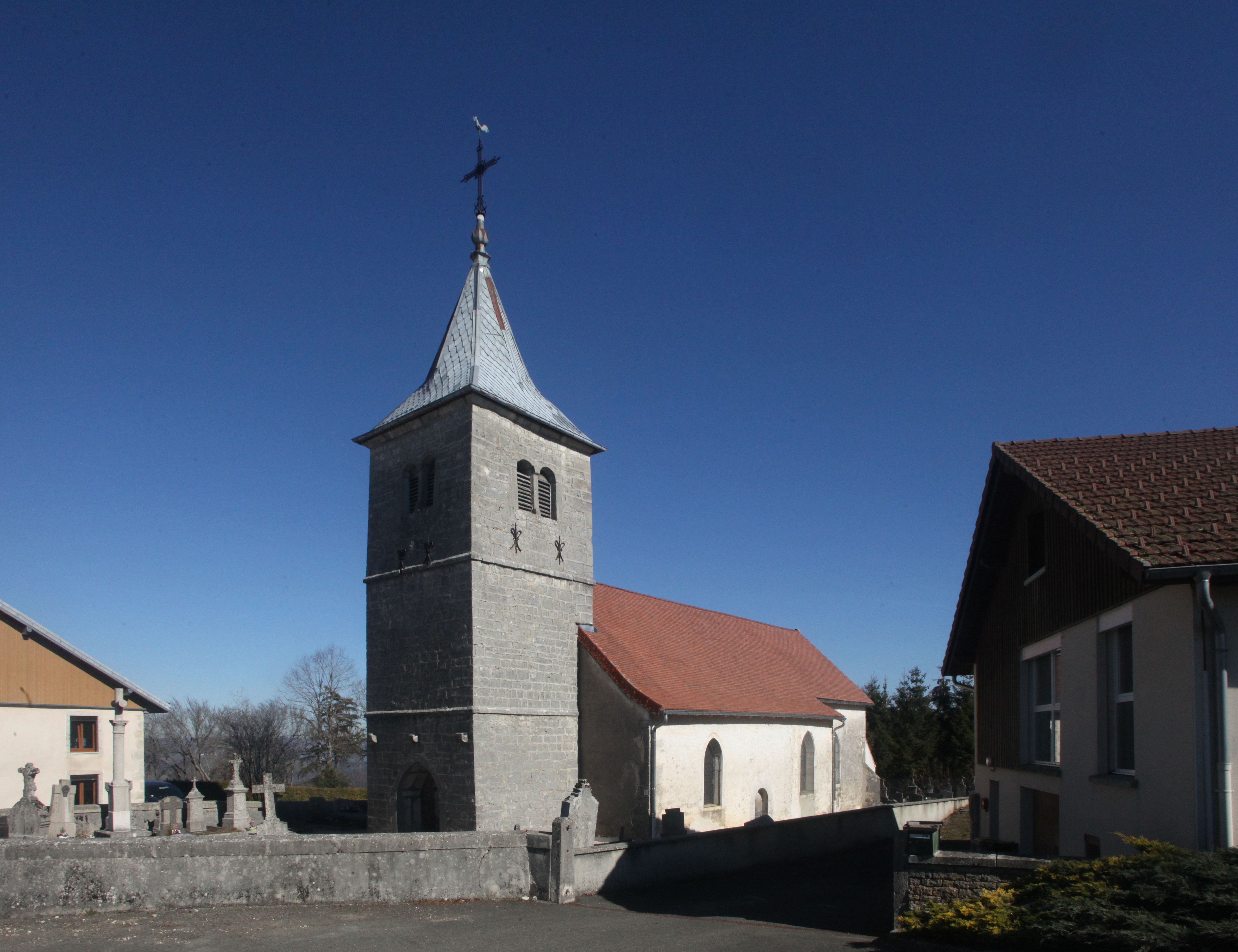
Kirche Saint-André
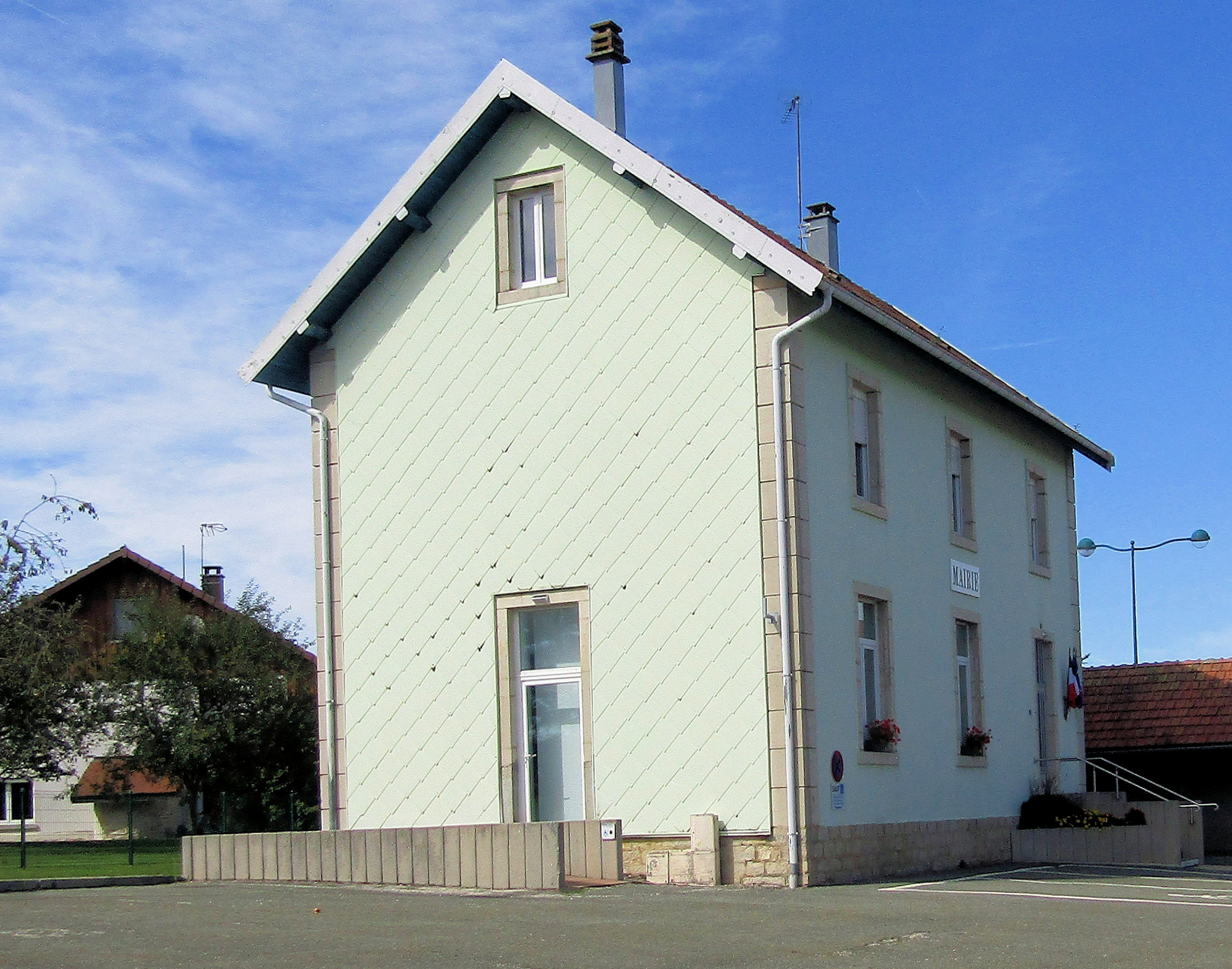
Rathaus (mairie)

## Bevölkerung
| Jahr                       | 1962 | 1968 | 1975 | 1982 | 1990 | 1999 | 2006 | 2012 | 2021 |
| Einwohner                  | 129  | 117  | 119  | 109  | 122  | 136  | 156  | 173  | 196  |
| Quellen: Cassini und INSEE |      |      |      |      |      |      |      |      |      |

Mit 195 Einwohnern (Stand 1. Januar 2022) gehört Mont-de-Vougney zu den kleinen Gemeinden des Départements Doubs. Nachdem die Einwohnerzahl in der ersten Hälfte des 20. Jahrhunderts deutlich abgenommen hatte (1901 wurden noch 223 Personen gezählt), wurde seit Beginn der 1980er Jahre wieder ein leichtes Bevölkerungswachstum verzeichnet.

## Wirtschaft und Infrastruktur
Mont-de-Vougney war bis weit ins 20. Jahrhundert hinein ein vorwiegend durch die Landwirtschaft (Viehzucht und Milchwirtschaft, etwas Ackerbau) geprägtes Dorf. Noch heute leben die Bewohner zur Hauptsache von der Tätigkeit im ersten Sektor. Außerhalb des primären Sektors gibt es nur wenige Arbeitsplätze im Dorf. Einige Erwerbstätige sind auch Wegpendler, die in den umliegenden größeren Ortschaften ihrer Arbeit nachgehen.
Die Ortschaft liegt abseits der größeren Durchgangsstraßen. Straßenverbindungen bestehen mit Maîche, Battenans-Varin und Saint-Julien-lès-Russey.